# Cafè trifàsic
Un cafè trifàsic és un tallat amb licor, que pot ser rom, conyac, brandi, whisky, anís o el que hom desitgi i, de vegades, es decora amb una mica de canyella molta.
És una variant més complexa del clàssic cigaló, que és cafè amb licor. A més, el cigaló se serveix en proporció 8:2 (80% cafè exprés, 20% licor), mentre que al trifàsic la proporció és 5:4:1 (50% cafè, 40% llet, 10% licor).